# Calopogon tuberosus
Calopogon tuberosus är en orkidéart som först beskrevs av Carl von Linné, och fick sitt nu gällande namn av Britton, Sterns och Justus Ferdinand Poggenburg. Calopogon tuberosus ingår i släktet Calopogon och familjen orkidéer.

## Underarter
Arten delas in i följande underarter:
- C. t. simpsonii
- C. t. tuberosus

## Bildgalleri

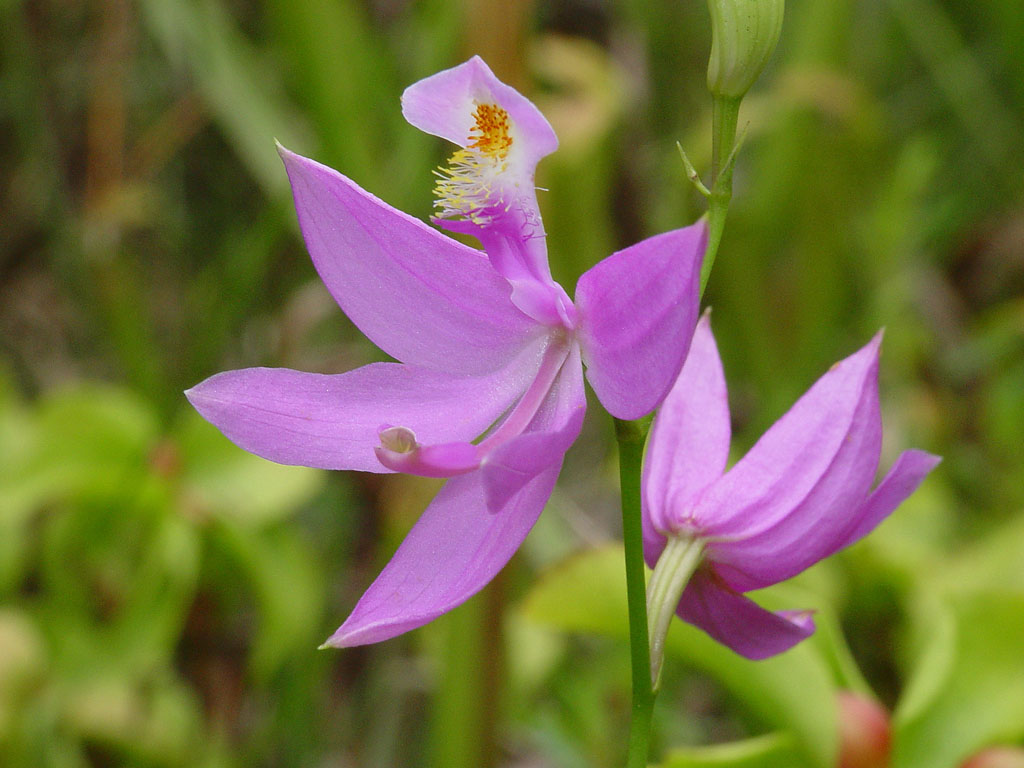
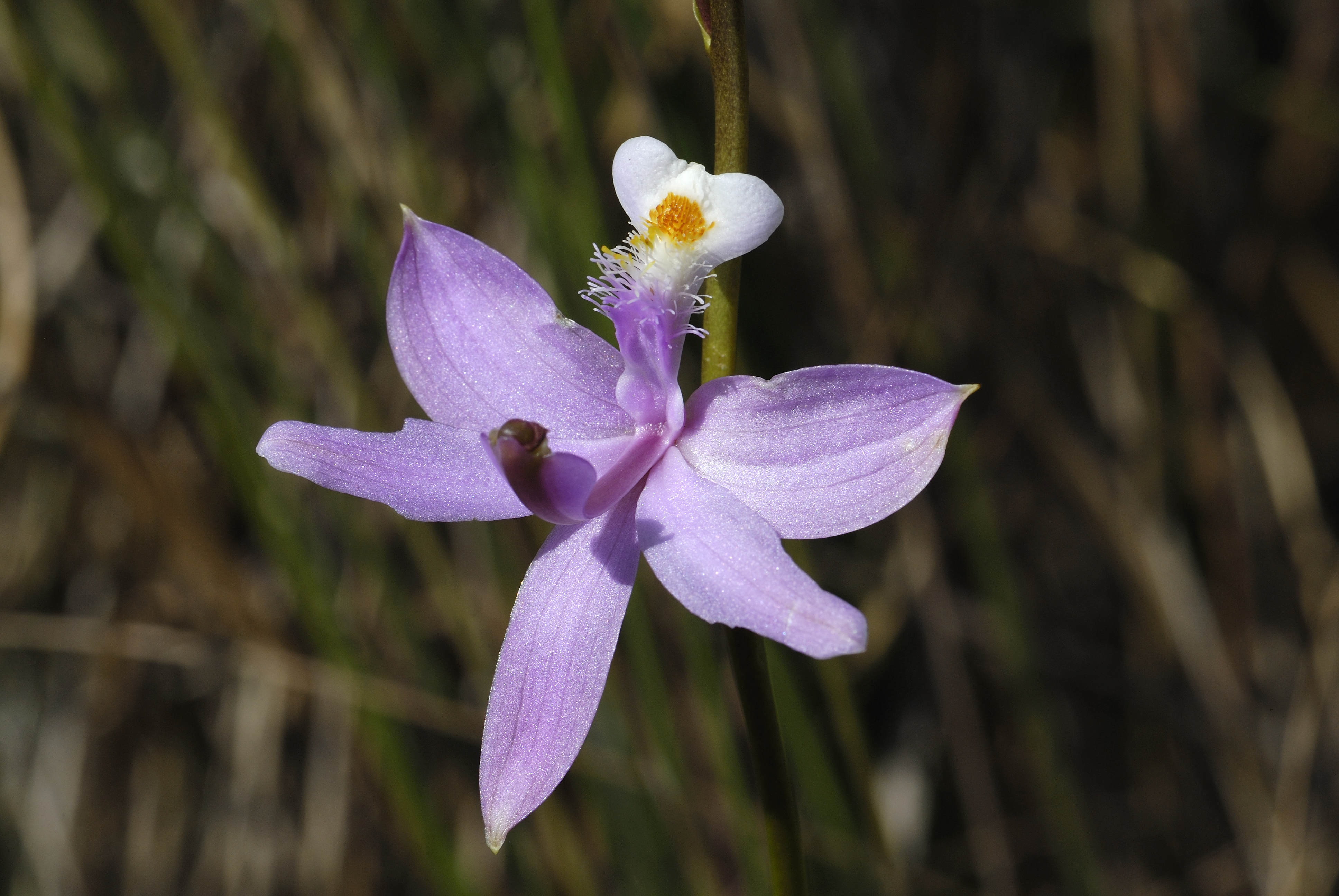
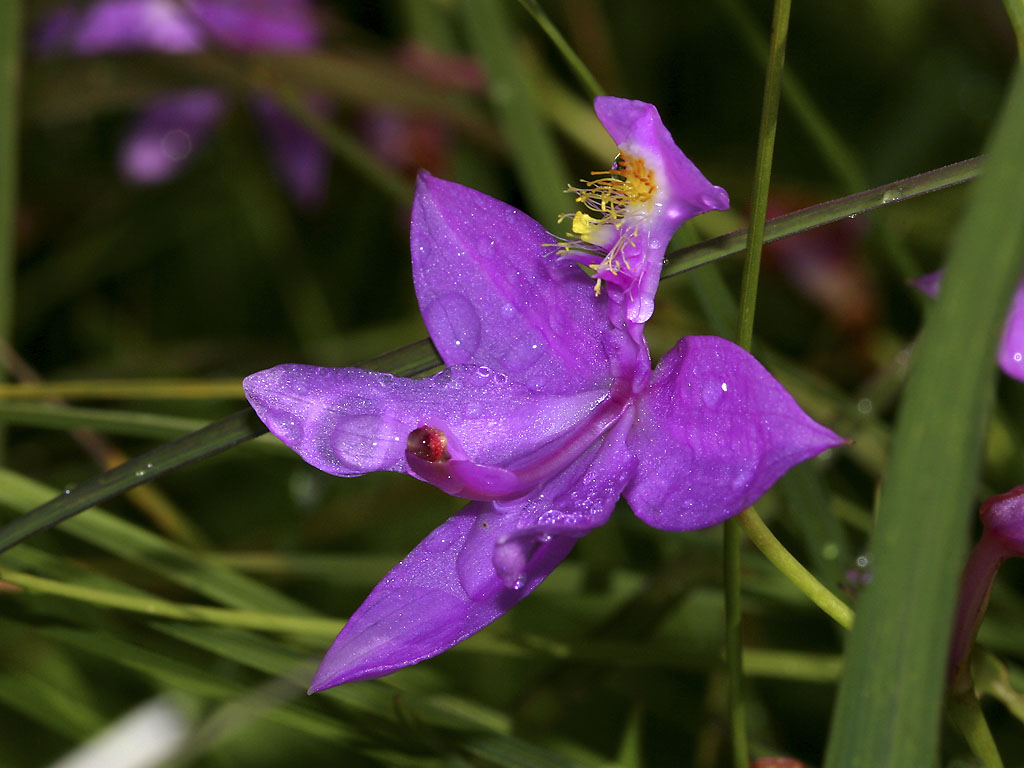
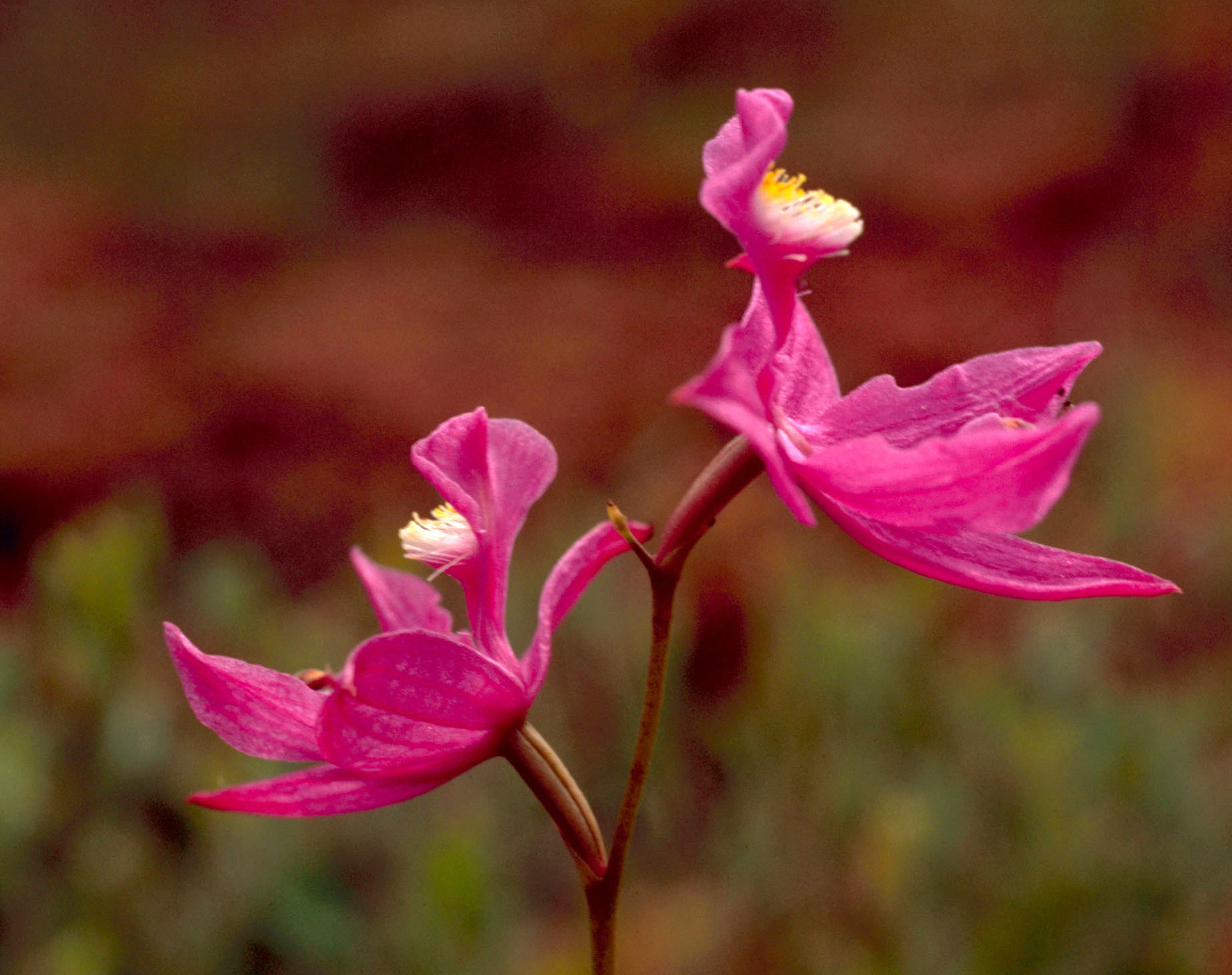
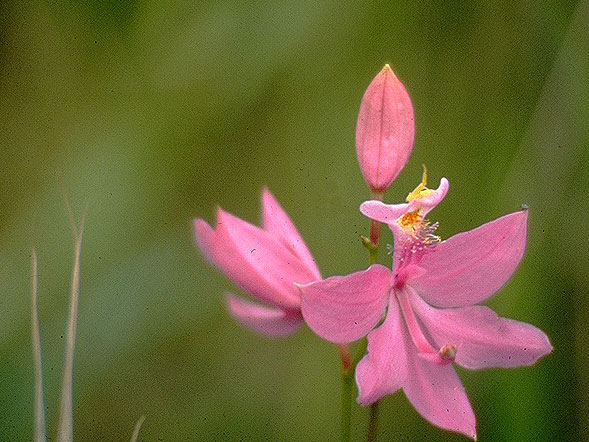
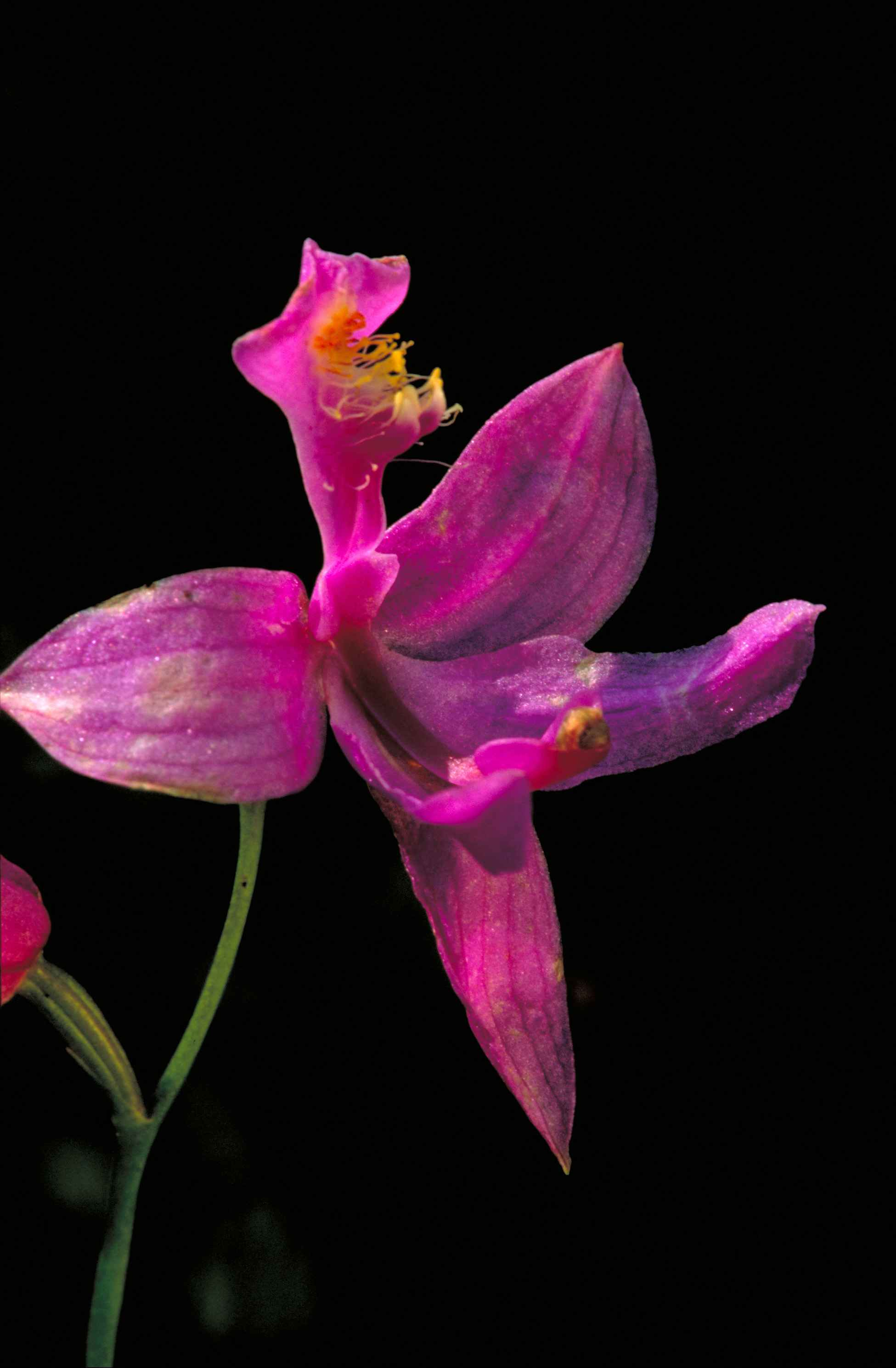